# Apoyo médico en la Guerra de Corea
En la Guerra de Corea, seis países (Suecia, India, Dinamarca, Noruega, Italia y Alemania Occidental) brindaron apoyo médico a Corea del Sur y a las Fuerzas de las Naciones Unidas. Proporcionaron diversos servicios médicos como apoyo, incluidos hospitales de campaña móviles; médicos y enfermeras profesionales; camas de hospital; equipo; y ambulancias. Parte de este personal falleció durante el conflicto, aunque no eran combatientes contra Corea del Norte ni contra la República Popular China.

## Países

### Suecia

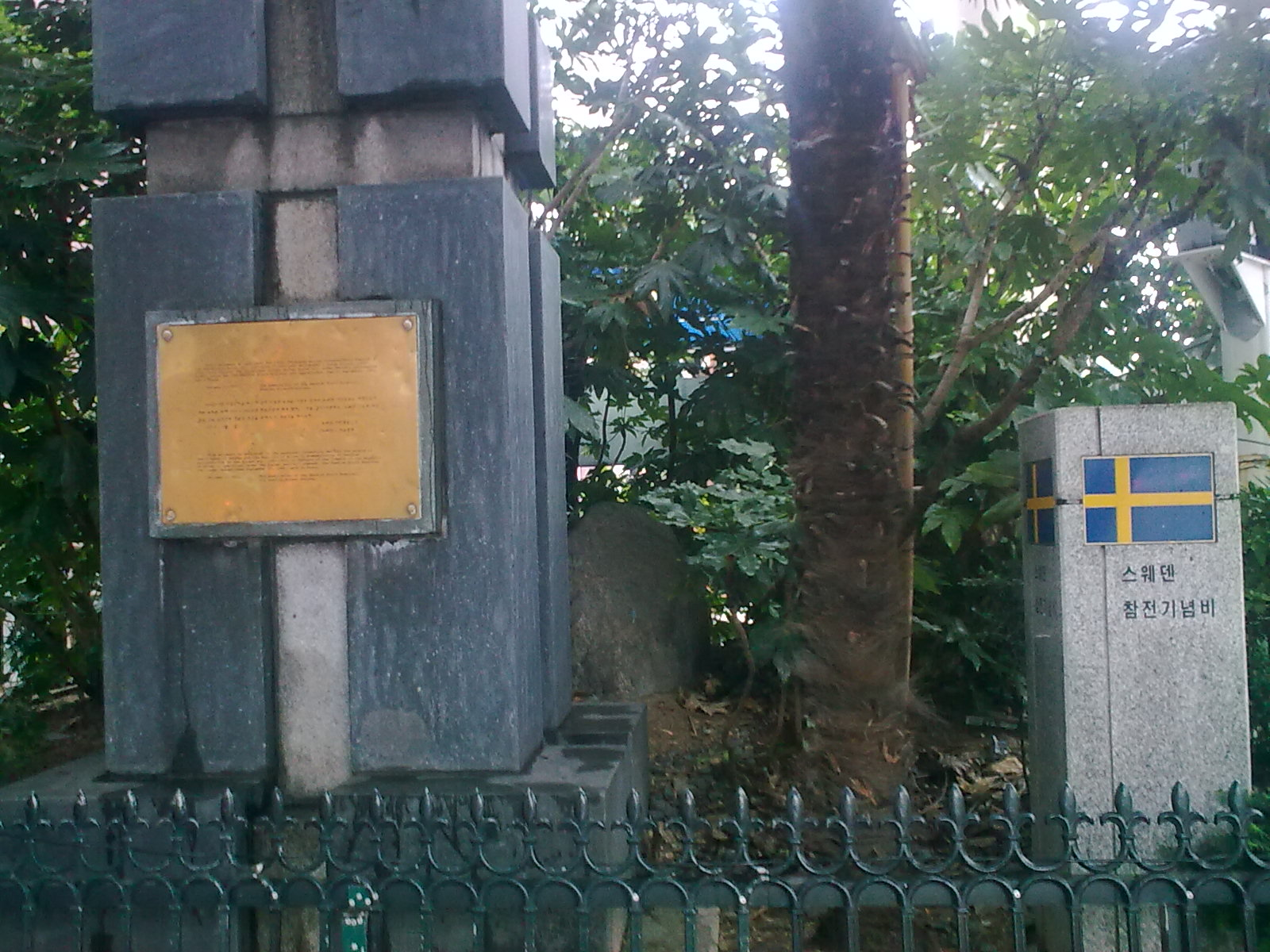
Monumento al esfuerzo de ayuda médica sueca en Busan, 2009

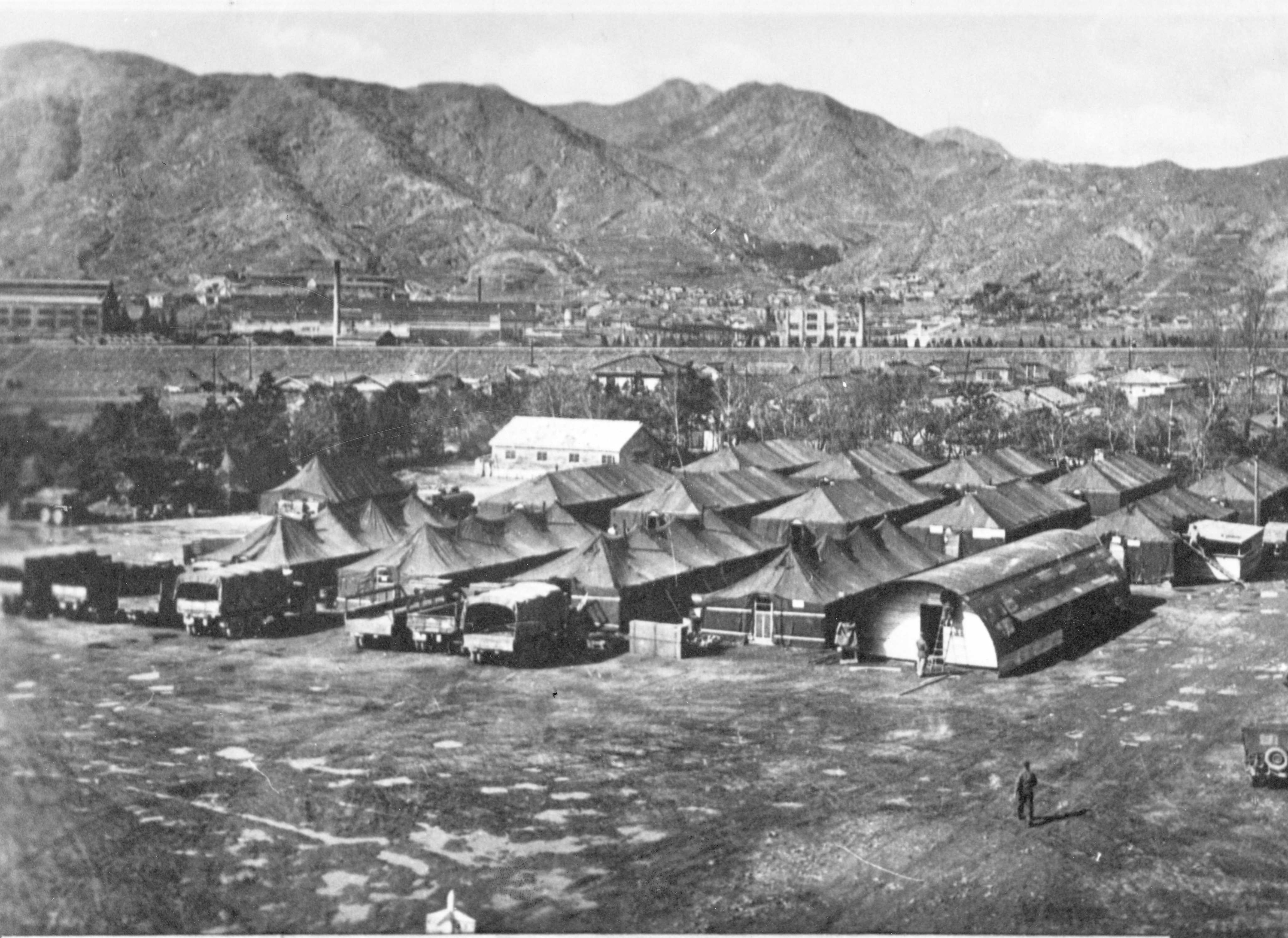
El hospital de campaña de la Cruz Roja Sueca en Busan, 1950

El Hospital de Campaña de la Cruz Roja Sueca fue establecido durante la misión sueca enviada a Corea para hacer frente a la crisis humanitaria. Tras la invasión norcoreana, el Consejo de Seguridad de la ONU adoptó una resolución pidiendo a todos los Estados miembros de la ONU que apoyaran a Corea del Sur. El gobierno sueco respondió el 14 de julio de 1950 autorizando el envío de un hospital de campaña móvil de 200 camas.[cita requerida] Poco antes de su muerte, el rey Gustavo V anunció que el estado sueco cubriría los gastos del hospital.El personal del Hospital de Campaña de la Cruz Roja Sueca llegó a Corea el 23 de septiembre de 1950 y comenzó a proporcionar asistencia médica desde el 25 de septiembre de 1950.[cita requerida] Se decidió que un hospital de evacuación estacionario de 400 camas sería de mayor utilidad que el hospital de campaña más pequeño, pero más móvil, que abrió a principios de octubre, el hospital sueco se convirtió y se trasladó al recinto de la Escuela Secundaria acomercial en Pusan, donde permaneció hasta 1958.[cita requerida] El hospital se amplió a hasta 600 camas a finales de la guerra, atendido por 174 médicos y enfermeras suecos en un momento dado, todos pertenecientes a la Cruz Roja Sueca.[cita requerida] Entre sus pacientes se encontraba el mayor del ejército de la República de Corea Park Chung-in.
Tras del alto el fuego de julio de 1953, el instituto cambió su nombre por el de "Hospital Sueco de Pusan". El hospital se mantuvo relativamente sin cambios como hospital civil hasta que fue cerrado en marzo de 1957. La ceremonia de clausura se celebró el 20 de marzo de 1957 y el personal se retiró poco después.Un pequeño grupo de asesoría de Suecia permaneció en Corea para asesorar sobre prácticas médicas hasta el otoño de 1958. Durante el conflicto, 1,124 hombres y mujeres suecos prestaron servicios en el hospital sueco que trataron a hasta 19,100 miembros del personal de las Naciones Unidas y 2,400 coreanos.[cita requerida] En la ceremonia de clausura, el hospital recibió la Mención Presidencial de la República de Corea. Parte del personal recibió la Orden Coreana del Mérito Militar. 
Debido a la reputación de neutralidad de Suecia durante los principales conflictos del siglo XX (Primera Guerra Mundial, Segunda Guerra Mundial y la guerra de Corea), Suecia fue incluida como uno de los cuatro miembros fundadores de la Comisión Supervisora de Naciones Neutrales. Varios militares suecos sirvieron en Corea haciendo cumplir el armisticio de Panmunjom. También, Suecia fue el primer país de Europa occidental en establecer relaciones diplomáticas y una embajada en Corea del Norte.

### India

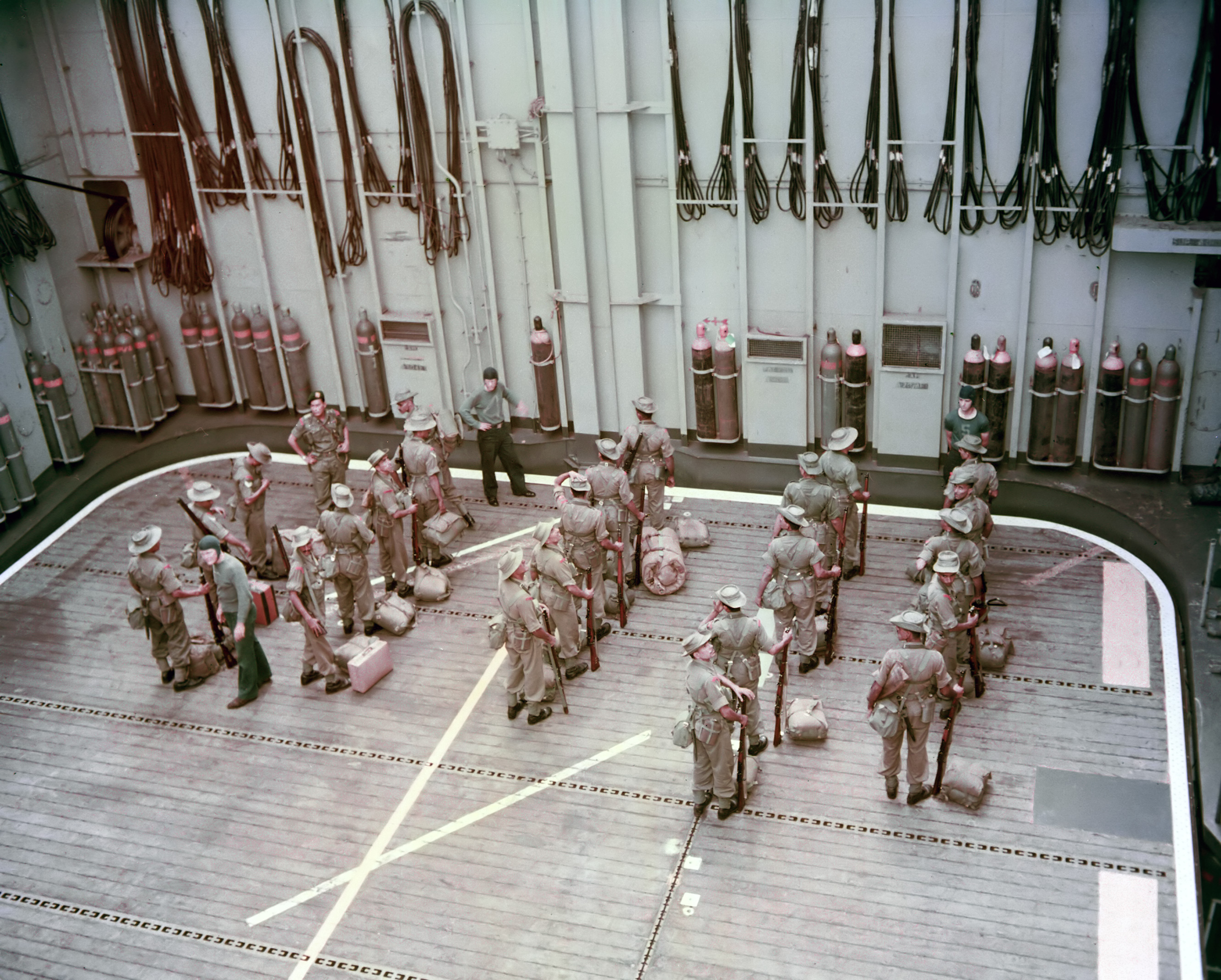
Tropas indias en el USS Point Cruz preparándose para ser trasladado en helicóptero a la Zona Desmilitarizada de Corea, 7 de septiembre de 1953.

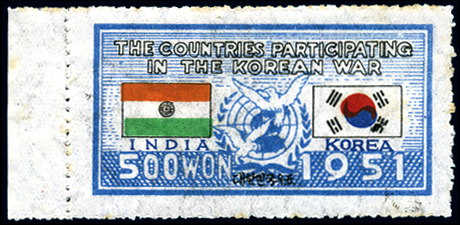
Sello de Corea del Sur que conmemora el papel de la 60.ª PFA de la India, 1951

Luego del estallido de la guerra de Corea el 25 de junio de 1950, la República de la India decidió proporcionar una unidad médica. La 60.ª Ambulancia de Campaña Paracaidista (60.ª PFA), comandada por el teniente coronel AG Rangaraj, que llegó el 20 de noviembre de 1950 y empezó a operar de forma regular desde el 6 de diciembre de 1950 en el frente de Pionyang. La unidad principal estaba incluida en la 27.ª Brigada de Infantería británica y en la 1.ª División de la Commonwealth, proporcionando apoyo médico en el frente, mientras que el destacamento proporcionó ayuda en el hospital de Daegu, prestando servicios médicos a las Fuerzas de la ONU, al Ejército Surcoreano y a civiles coreanos. Fueron un total de alrededor de 20,000 soldados y civiles quienes fueron tratados entre noviembre de 1950 y febrero de 1954.
Después de la Operación Tomahawk, el 21 de marzo de 1951, la 60.ª PFA se unió al 187.º Equipo de Combate del Regimiento Aerotransportado. Dos miembros de la unidad fueron premiados con las medallas Maha Vir Chakras, mientras que la 60.ª PFA recibió el trofeo del Presidente el 10 de marzo de 1955.
El coronel MK. Unni Nayar, miembro del Comité de Corea de las Naciones Unidas, falleció el 12 de agosto de 1950 en un accidente con una mina terrestre.Fue enterrado en Daegu y su esposa fue enterrada en la misma tumba en 2012. Se encuentra monumento a él en el distrito de Suseong, Daegu, que se inauguró el 7 de diciembre de 1950.

### Dinamarca

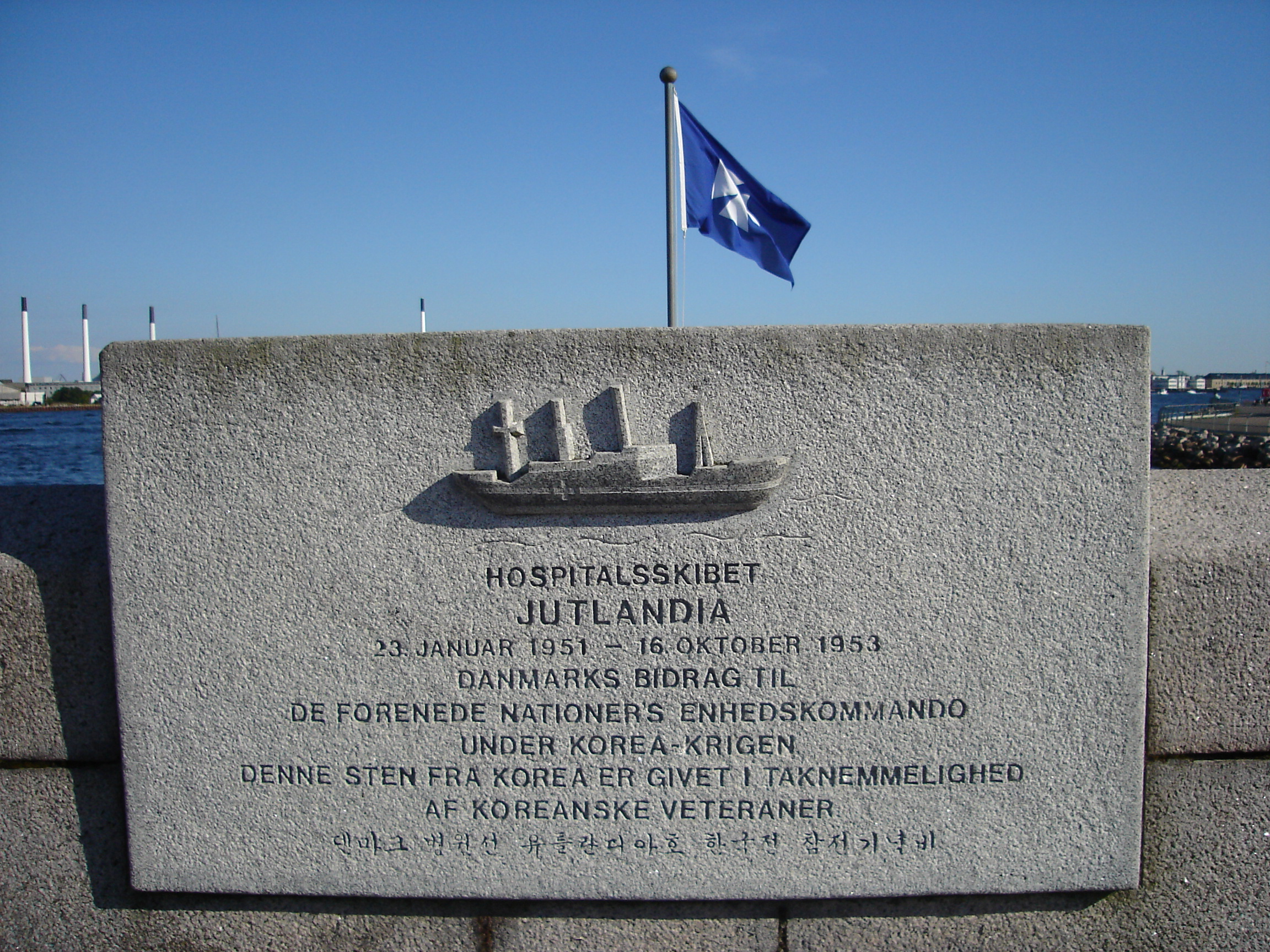
Memorial del MS Jutlandia en Copenhague, 2009

Dinamarca suministró al MS Jutlandia bajo la Cruz Roja Danesa durante la guerra como apoyo médico.[cita requerida]

### Noruega

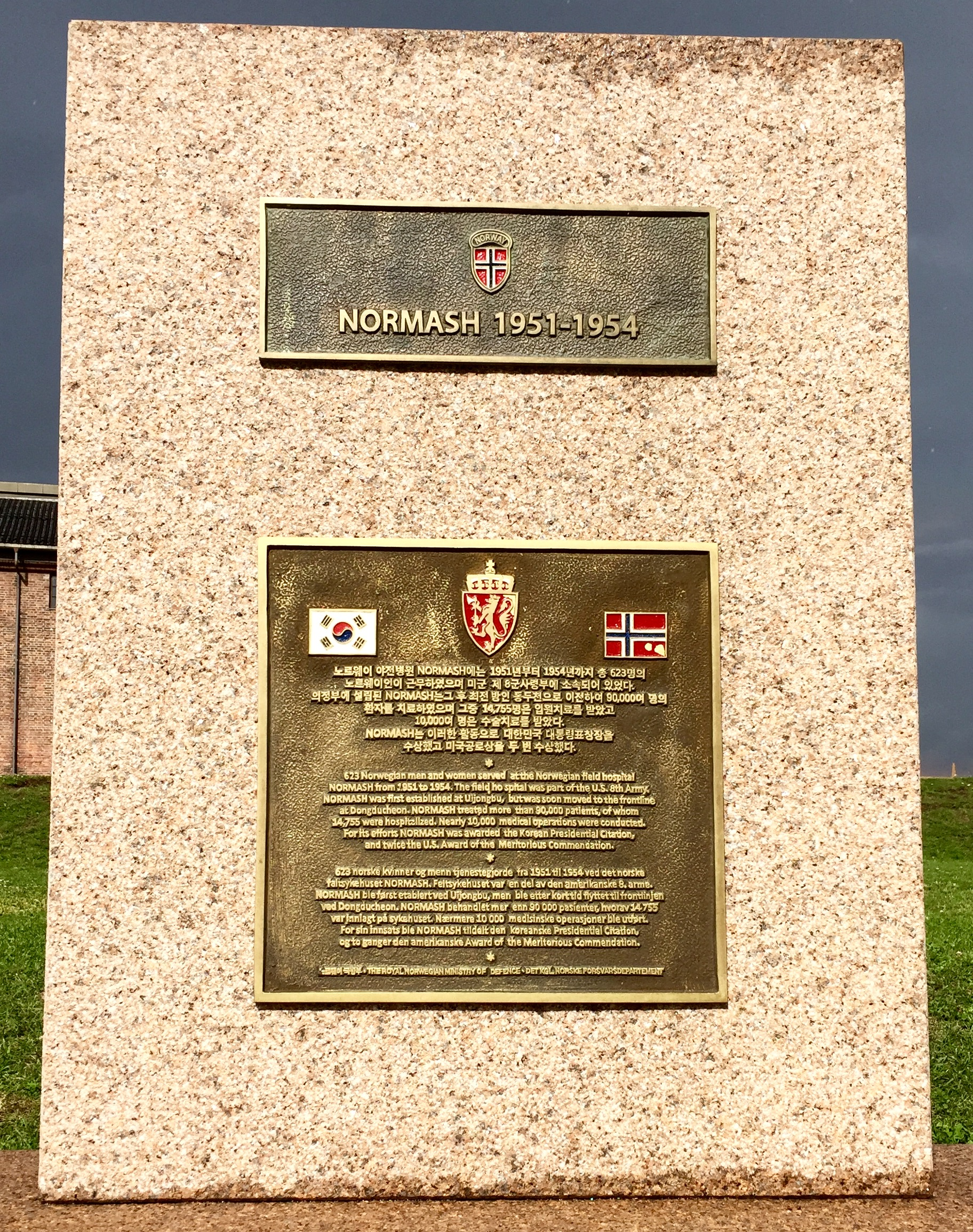
Memorial de NORMASH en Oslo, 2016

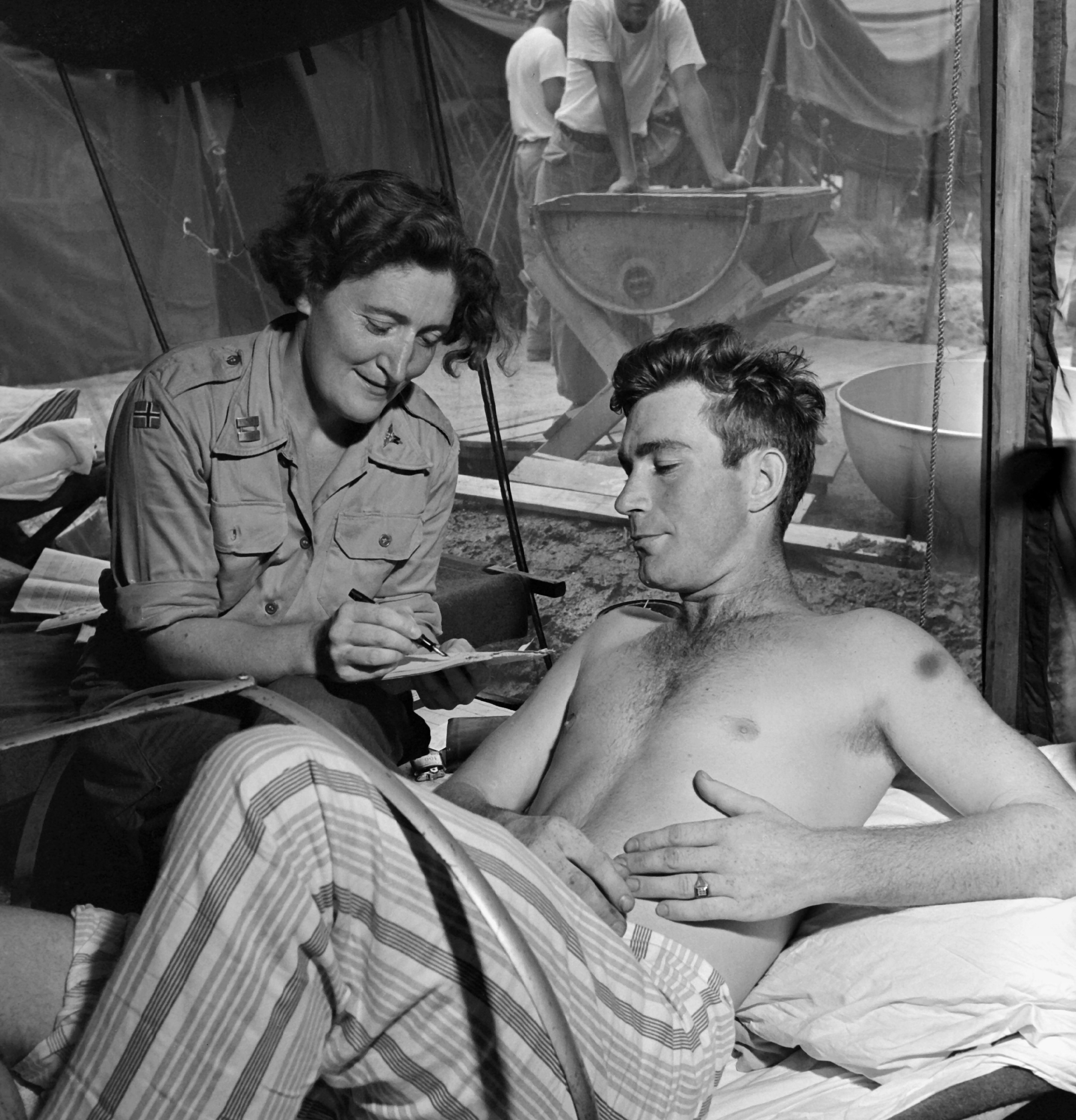
Una enfermera noruega atendiendo a un soldado canadiense en Corea del Sur, c. 1951

El Hospital Quirúrgico Móvil del Ejército de Noruega (por sus siglas en inglés, NORMASH) fue el hospital de campaña noruego que participó en la guerra de Corea entre 1951 y 1954 bajo el comando de las Naciones Unidas. El 29 de diciembre de 1950, la Cruz Roja Noruega recibió una solicitud para establecer un nuevo hospital en Corea. En los primeros días de 1951 se redactó un plan para un hospital de campaña basado en el Hospital Quirúrgico Móvil del Ejército de Estados Unidos (por sus siglas en inglés, MASH) con 60 camas y una plantilla de 83 personas, y el 2 de marzo, el Parlamento noruego decidió aprobar dicho plan. Los primeros cuerpos de personal médicos zarparon de Noruega el 16 de mayo y fueron seguidos por un segundo grupo el 23 de mayo. La ruta de Stavanger a Tokio pasaba por las ciudades de Múnich, Niza, Nápoles, Beirut, El Cairo, Karachi, Calcuta, Bangkok y finalmente Hong Kong. Desde Tokio el personal fue transportado a Seúl en aviones de transporte militar. Llegaron a Corea del Sur el 22 de junio y el NORMASH se estableció por primera vez en Uijongbu, aproximadamente a  12 millas (19 km) al norte de Seúl, el 19 de julio.
El hospital constaba de cabertizos Nissen y tiendas de campaña, además de contar con un consultorio de cuatro mesas de operaciones. Posteriormente, el hospital fue trasladado a Tongduchon, a unas 40 millas (64 km) al norte de Seúl, y fue trasladado por tercera y última vez a su ubicación final, unas pocas millas más al norte. En total, el NORMASH trató a alrededor de 90,000 pacientes, de los cuales la mayoría fueron de cuerpos militares de Estados Unidos (36%), Corea del Sur (33%) y las distintas tropas británicas y de la Commonwealth (27%).[cita requerida] La unidad también trató a 172 prisioneros de guerra de Corea del Norte y de la República Popular China. El NORMASH realizaba en promedio ocho cirugías diarias. Desde el otoño de 1951 se tomó la decisión aumentar el personal médico de 83 a 105 y el 26 de octubre se decidió mantener el hospital activo como hospital militar mientras estuviera presente la operación militar de la ONU en Corea.
Con la firma del Acuerdo de Armisticio, el 27 de julio de 1953, el hospital dejó de recibir a los soldados heridos, pero continuó atendiendo a varios civiles coreanos. Aunque si bien estaba en vigor un armisticio, no había una buena estabilidad en la región y el hospital aún se mantuvo preparado en caso de que se rompiera el alto el fuego. Durante el otoño de 1953, el NORMASH era el único hospital activo que sirviera para cuatro divisiones del 1.er Cuerpo de Ejército. El hospital se mantuvo a la espera del establecimiento de uno nuevo de formación escandinavo en Seúl,y no se retiró hasta el 17 de octubre de 1954 cuando el hospital recibió órdenes de regresar a Noruega. Cuatro días más tarde, el último paciente fue dado de alta y el 10 de noviembre se devolvió todo el equipo médico prestado de vuelta al ejército estadounidense.
En total, fueron 623 hombres y mujeres quienes sirvieron para el NORMASH, los cuales fueron divididos en siete contingentes, dos de los cuales estuvieron activos después del Armisticio. El hospital perdió dos miembros del personal; el conductor de ambulancias Arne Christiansen fue asesinado en 1952, y el técnico de laboratorio Brit Reisæther quien falleció en un accidente automovilístico en 1954. El NORMASH fue gratificadl dos veces con la Mención de Unidad Meritoria de los Estados Unidos y la Mención de Unidad Presidencial de la República de Corea el 6 de octubre de 1952 y el 23 de noviembre de 1953. Todo el personal también fueron premiados con la Medalla Noruega de Corea y recibieron la visita de la actriz estadounidense Marilyn Monroe.[cita requerida]

### Italia
El 68.º Hospital de la Cruz Roja Italiana fue un hospital de campaña italiano durante la guerra de Corea. Después del estallido de la guerra el 25 de junio de 1950, Italia envió a la unidad médica a Corea para ayudar en durante la crisis humanitaria, a pesar de que Italia no era aún miembro de las Naciones Unidas hasta serlo en 1955.
La Cruz Roja Italiana apoyó a este hospital con personal del Cuerpo Militar y del Cuerpo de Enfermeras Voluntarias. El personal del hospital zarpo de Nápoles el 16 de octubre y llegó a Busan el 16 de noviembre; El hospital abrió sus puertas el 6 de diciembre en las instalaciones de la escuela primaria Usin en el distrito de Yeongdeungpo, Seúl. El 30 de diciembre de 1952, un presunto pirómano comunista provocó un incendio en el hospital y lo destruyó.[cita requerida] El 23 de febrero de 1953 se construyó un nuevo hospital. El 30 de diciembre de 1954, el hospital fue transferido al gobierno de Corea del Sur,y tres días después el personal del hospital partió de regreso hacia Italia.
El hospital fue premiado dos veces con la Mención de Unidad Presidencial de la República de Corea y el 2 de junio de 1989, Graiella Simbolotti, embajadora de Italia en Corea del Sur, instaló un monumento al hospital en la escuela Usin.

### Alemania occidental
El 7 de abril de 1953, el canciller de Alemania Konrad Adenauer visitó a los Estados Unidos y se reunió con el presidente Eisenhower, quien le propuso que Alemania Occidental debería de ofrecer apoyo médico. Por lo que, dos grupos de personal médico partieron de Alemania hacia Corea en enero y febrero de 1954. El hospital abrió sus puertas el 17 de mayo en Busan con más de 80 cuerpos de personal médicoy cerró el 14 de marzo de 1959, con un total de 200 médicos y enfermeras alemanes que trataron a alrededor de 2,400,000 civiles.
El presidente Moon Jae-in visitó a Alemania en julio de 2017, donde se reunió con un miembro del personal aún vivo, Karl Hauser, y los descendientes de los demás, reconociendo sus contribuciones; Hauser recibió la Mención Presidencial de la República de Corea.El ex personal del hospital y sus descendientes visitaron Corea del Sur en noviembre de 2017; el Gobierno de Corea del Sur reconoció el apoyo de Alemania durante la guerra de Corea en junio de 2018.  En 1997 se construyó un monumento dedicado a su servicio, ubicado en el distrito de Seo, Busan.

## Memoriales
El 20 de septiembre de 1976, se inauguró el Monumento a la Participación del Cuerpo de Apoyo Médico en el distrito de Yeongdo, Busan, en conmemoración del apoyo médico brindado por cinco de los seis países (excluyendo a Alemania).